# NGC 4983
NGC 4983 (również PGC 45542) – galaktyka spiralna z poprzeczką (SB0-a), znajdująca się w gwiazdozbiorze Warkocza Bereniki. Odkrył ją William Herschel 11 kwietnia 1785 roku.